# ۱۸۹ (پیش از میلاد)
۱۸۹ (پیش از میلاد) ۱۸۹مین سال قبل از تقویم میلادی است.